# Dwerggroei
Skeletdysplasie, ook wel dwerggroei genoemd, is een aandoening waarbij afwijkingen worden vastgesteld in de groei en opbouw van het skelet. Deze aandoening kan leiden tot ontwikkelingsproblemen en belemmeringen bij dagelijkse activiteiten. Skeletdysplasieën zijn aangeboren en kennen geen genezing, maar revalidatie kan helpen bij het bereiken van zelfstandigheid en optimale participatie.
Skeletdysplasie kan leiden tot afwijkingen in de botgroei, disproportionele ledematen of een kwetsbaarder skelet.
Wanneer er naar de morfologie wordt gekeken, kan er onderscheid gemaakt worden tussen twee vormen van skeletdysplasie. Bij proportionele dwerggroei hebben de ledematen hun typische verhoudingen, voorbeelden hiervan zijn het syndroom van Turner, het syndroom van Seckel en groeihormoondeficiënties. Bij disproportionele dwerggroei is dat niet het geval, voorbeelden hiervan zijn achondroplasie en osteogenesis imperfecta, waarbij de botten sneller breken. Intelligentie en levensverwachting zijn in de meeste gevallen normaal.
Naast het medische aspect van de aandoening zijn er ook sociale aspecten, waar patiënten mee geconfronteerd worden. Individuen met dwerggroei kunnen te maken krijgen met discriminatie, vanaf kindertijd tot op de volwassen leeftijd. De termen 'dwerg' en 'lilliputter' worden door een groot deel van de patiëntenpopulatie als beledigend beschouwd. Meer aanvaarde bewoordingen zijn 'klein mens' of 'persoon met groeistoornis'.

## Dwerggroei
Dwerggroei kan ontstaan door meer dan 200 medische aandoeningen, waaronder achondroplasie (met een gemiddelde eindlengte van 1,31 m bij mannen en 1,23 m bij vrouwen) en primordiale dwerggroei, een vorm die wordt onderscheiden van achondroplasie door de relatief correcte verhoudingen van ledematen in vergelijking met de rest van het lichaam.

### Achondroplasie
De meest herkenbare en meest voorkomende vorm van dwerggroei bij mensen is achondroplasie, die verantwoordelijk is voor 70% van de gevallen van dwerggroei en voorkomt bij 4 tot 15 op de 100.000 levendgeborenen.
Het veroorzaakt rhizomelische korte ledematen, toegenomen wervelkolomkromming en vervorming van de schedelgroei. Bij achondroplasie zijn de ledematen van het lichaam proportioneel korter dan de romp (buikstreek), met een groter hoofd dan gemiddeld en kenmerkende gelaatstrekken. Achondroplasie is een autosomaal dominante aandoening veroorzaakt door de aanwezigheid van een gewijzigd allel in het genoom. Als er een paar achondroplasie-allelen aanwezig zijn, is het resultaat fataal. Achondroplasie is een mutatie in de fibroblastgroeifactorreceptor 3. In de context van achondroplasie veroorzaakt deze mutatie dat FGFR3 constitutief actief wordt, waardoor botgroei wordt geremd.

### Groeihormoondeficiëntie
Groeihormoondeficiëntie (GHD) is een medische aandoening waarbij het lichaam onvoldoende groeihormoon produceert. Groeihormoon, ook wel somatotropine genoemd, is een polypeptidehormoon dat de groei en celdeling stimuleert. Als dit hormoon ontbreekt, kan er vertraagde of zelfs gestopte groei optreden. Kinderen met deze aandoening kunnen langzaam groeien en de puberteit kan enkele jaren of onbepaald worden uitgesteld. Groeihormoondeficiëntie heeft geen enkele definitieve oorzaak. Het kan worden veroorzaakt door mutaties van specifieke genen, schade aan de hypofyse, het syndroom van Turner, slechte voeding, of zelfs stress (leidend tot psychogene dwerggroei). Laron-syndroom (ongevoeligheid voor groeihormoon) is een andere oorzaak.

### Metatropische dysplasie
Metatropisch betekent "vormverandering" en verwijst naar deze vorm van skeletdysplasie omdat er een afwijking is in de groeischijven. Skeletveranderingen blijven in de loop van de tijd doorgaan en kunnen chirurgische ingrepen vereisen om de longen te beschermen. Symptomen die bij de geboorte beginnen, kunnen mild zijn of fataal. Er zijn herkenbare kenmerken bij mensen met deze genetische aandoening. Sommige daarvan zijn een korte gestalte, smalle borst, "gezichtskenmerken zoals een prominent voorhoofd, onderontwikkeling van de bovenkaak, jukbeenderen en oogkassen (midface hypoplasie), en een hoekige kaak." Het wordt beschouwd als een ernstigere vorm van skeletdysplasie, maar is zeer zeldzaam, waarbij het exacte aantal getroffenen onbekend is.Prognose is grotendeels op basis van de ernst, en de levensverwachting wordt mogelijk niet beïnvloed, tenzij er ademhalingscomplicaties zijn.

### Overige oorzaken van dwerggroei
Andere oorzaken van dwerggroei zijn spondyloepifysaire dysplasie congenita, diastrofische dysplasie, pseudoachondroplasie, hypochondroplasie, Noonan-syndroom, primordiale dwerggroei, Cockayne-syndroom, Kniest-dysplasie, syndroom van Turner, osteogenesis imperfecta (OI) en hypothyreoïdie. Ernstige chronische ziekten kunnen dwerggroei als bijwerking veroorzaken. Harde milieufactoren, zoals ondervoeding kunnen ook dwerggroei veroorzaken.

### Intelligentie
Mentale capaciteiten variëren afhankelijk van het specifieke onderliggende syndroom. In de meeste gevallen van skeletale dysplasie, zoals achondroplasie, is de mentale functie niet aangetast. Er zijn echter syndromen die de schedelstructuur en de groei van de hersenen kunnen beïnvloeden, waardoor de mentale capaciteit wordt aangetast. Tenzij de hersenen rechtstreeks worden beïnvloed door de onderliggende aandoening, is er weinig tot geen kans op mentale beperkingen die aan dwerggroei kunnen worden toegeschreven.

## Diagnose
Skeletdysplasie wordt vaak gediagnosticeerd in de kindertijd op basis van zichtbare symptomen. Een lichamelijk onderzoek kan meestal volstaan om bepaalde soorten dwerggroei te diagnosticeren, maar genetische tests en diagnostische beeldvorming kunnen worden gebruikt om de exacte aandoening vast te stellen. In de jeugd van een persoon kunnen groeigrafieken die de lengte volgen worden gebruikt om subtiele vormen van dwerggroei te diagnosticeren die geen andere opvallende fysieke kenmerken hebben.
Geremde groei tijdens de jeugd is meestal wat de aandoening onder de aandacht van medische professionals brengt. Skeletale dysplasie wordt meestal vermoed vanwege duidelijke fysieke kenmerken (bijv. ongewone gezichtsconfiguratie of vorm van de schedel), vanwege een duidelijk aangetaste ouder, of omdat lichaamsmetingen (armspanwijdte, verhouding bovenste tot onderste segment) disproportionaliteit aangeven. Botröntgenfoto's zijn vaak cruciaal voor het diagnosticeren van een specifieke skeletale dysplasie, maar zijn niet het enige diagnostische middel. De meeste kinderen bij wie skeletale dysplasie wordt vermoed, worden doorverwezen naar een genetische kliniek voor diagnostische bevestiging en genetisch advies. Sinds ongeveer het jaar 2000 zijn genetische tests voor sommige specifieke stoornissen beschikbaar geworden.
Tijdens een initiële medische evaluatie van een groeistoornis, zijn de afwezigheid van disproportionaliteit en andere hierboven genoemde aanwijzingen meestal indicatief voor oorzaken anders dan botdysplasieën.

### Classificatie
Skeletdysplasie wordt meestal veroorzaakt door een genetische variant; achondroplasie wordt veroorzaakt door een mutatie op chromosoom 4. Als dwerggroei wordt veroorzaakt door een medische aandoening, wordt de persoon aangeduid met de onderliggende gediagnosticeerde aandoening. Stoornissen die dwerggroei veroorzaken, worden vaak ingedeeld op basis van proportionaliteit. Disproportionele dwerggroei beschrijft stoornissen die ongebruikelijke verhoudingen van de lichaamsdelen veroorzaken, terwijl proportionele dwerggroei resulteert in een over het algemeen gelijkmatige belemmering van het lichaam.
Stoornissen die dwerggroei veroorzaken, kunnen worden ingedeeld volgens een van de honderden namen, die meestal permutaties zijn van de volgende wortels:

#### Locatie in het lichaam
- rhizomelisch = wortel, d.w.z. botten van de bovenarm of dij
- mesomelisch = midden, d.w.z. botten van de onderarm of onderbeen
- acromelisch = eind, d.w.z. botten van handen en voeten.
- micromelisch = volledige ledematen zijn verkort

#### Oorzaak
- chondro = van kraakbeen
- osteo = van bot
- spondylo = van de wervels
- plasia = vorm
- trophy = groei

Voorbeelden zijn achondroplasie en chondrodystrofie.

## Participatie
Mensen met dwerggroei zijn in staat actief te participeren in diverse aspecten van de samenleving. Ze hebben toegang tot onderwijs, sport en kunnen een carrière nastreven. Ze oefenen een breed scala aan beroepen uit.

### Acceptatie
Individuen met dwerggroei worden regelmatig geconfronteerd met vooroordelen en stereotypen. Onderzoek door Klein (2019) heeft aangetoond dat bewustwording op stigmatisering van deze groep, een volledige deelname aan de samenleving kan bevorderen. Het onderzoek van Green en Pinter (2018) op het gebied van humor en sociale psychologie kan inzichten bieden om stereotypen te verminderen en een meer objectieve perceptie te bevorderen.

### Nederland
De Belangenvereniging van Kleine Mensen fungeert als een centraal platform in Nederland waar individuen van kleine gestalte en hun directe omgeving kennis, ervaringen en vriendschappen kunnen delen. Het doel is om kleine mensen te ondersteunen bij het verkrijgen van een volwaardige en gelijkwaardige positie in de samenleving. De vereniging neemt het initiatief om relevante partijen te betrekken en te beïnvloeden, met als focus het bevorderen van de belangen van kleine mensen.

### België
In België ontbreekt een specifieke belangenvereniging voor mensen van kleine gestalte. Het gebrek aan een dergelijke organisatie heeft geleid tot het ontbreken van een georganiseerde deelname van Belgen aan evenementen zoals het jaarlijkse Skeletal Dysplasia forum van de EU en de World Dwarf Games. Voormalige verenigingen, waaronder de Belgische Vereniging voor Mensen van Kleine Gestalte en Kort maar Krachtig zijn opgehouden te bestaan, waardoor er geen coherente vertegenwoordiging is voor deze groep. Komiek William Boeva, zelf iemand met dwerggroei, ziet evenementen zoals de Wereld Spelen voor kleine mensen als een kans voor emancipatie, vergelijkbaar met andere bewegingen die streven naar gelijke rechten en erkenning. Boeva stelt dat België nog niet volledig heeft omarmd dat zelfredzaamheid en empowerment nodig zijn voor mensen van kleine gestalte en benadrukt de noodzaak van een verschuiving in maatschappelijke percepties om deze diversiteit te omarmen.

### Verenigde Staten van Amerika
Little People of America (LPA) is een non-profitorganisatie opgericht in 1957 door acteur Billy Barty. LPA was 's werelds eerste belangenbehartigingsorganisatie voor kleine mensen. Deze organisatie biedt ondersteuning, middelen en informatie aan individuen met dwerggroei en hun families, evenals andere mensen met kleinere gestalte. LPA heeft meer dan 7.500 leden en 73 lokale afdelingen die regelmatig bijeenkomen, evenals een jaarlijkse weeklange conferentie. Tijdens de nationale conferentie van 2009 benadrukte LPA het beledigende karakter van het woord "midget" en diende een klacht in bij de Federal Communications Commission over het gebruik ervan op televisie. Leden van LPA moeten een lengte hebben van 4 ft 10 in (147 cm) of korter, gediagnosticeerd zijn met een van de honderd plus vormen van dwerggroei, behoren tot de families van deze individuen, of een aantoonbare interesse hebben in kwesties met betrekking tot dwerggroei.

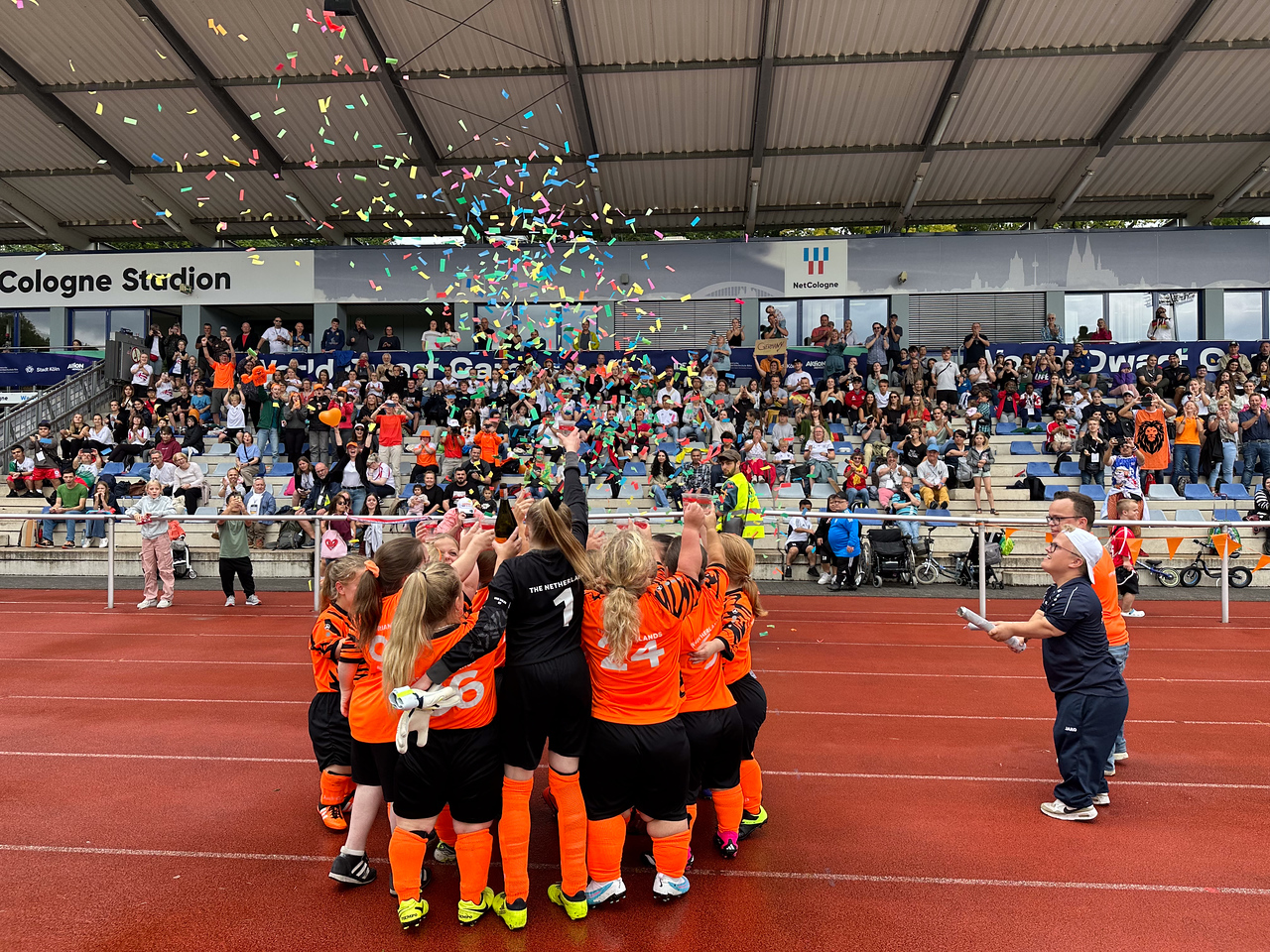
Finale van het vrouwenvoetbal. Nederland wint van Duitsland en is wereldkampioen 2023.

### World Dwarf Games
De wereld spelen voor kleine mensen zijn het grootste internationale sportevenement exclusief voor atleten met dwerggroei. Het heeft als doel deelnemers van over de hele wereld samen te brengen in verschillende sporten zoals basketbal, voetbal, atletiek en meer. Atleten van alle leeftijden en niveaus nemen deel aan zowel teamsporten als individuele sporten, waarbij camaraderie wordt bevorderd en internationaal begrip wordt gevierd. Het evenement omvat ook speciale activiteiten, on-site clinics en interacties met elite-atleten met dwerggroei, ter bevordering van bewustwording en het bieden van een ondersteunende omgeving. Tijdens de wereld spelen van 2023 in Keulen, had Nederland 41 atleten afgevaardigd.

### International Dwarfism Awareness Day
Mensen met skeletdysplasie en organisaties wereldwijd die mensen met dwerggroei en hun families ondersteunen, erkennen 25 oktober, de geboortedag van Billy Barty, als de Internationale Dag van Bewustwording van skeletdisplasien. In verschillende landen ervaren personen met dwerggroei nog steeds sociale en fysieke obstakels die hun keuzes en kansen beïnvloeden. Op deze dag bundelen kleine mensen hun krachten om bewustwording van dwerggroei te bevorderen en trots uit te dragen, gericht op het aanpakken van deze barrières en het benadrukken van hun recht op zelfbeschikking en onafhankelijkheid.
De Gezondheidszorg en Farmaceutische industrie maken vaak gebruik van dit soort bewustwordingsdagen om aandacht te vragen voor specifieke medische aandoeningen die zich in het zakelijke portfolio van het bedrijf bevinden. Deze dagen bieden bedrijven de mogelijkheid om de aandacht te vestigen op bepaalde ziektebeelden, de impact ervan op individuen en gemeenschappen, en de behoefte aan onderzoek, behandeling en ondersteuning.

### Accommodatie

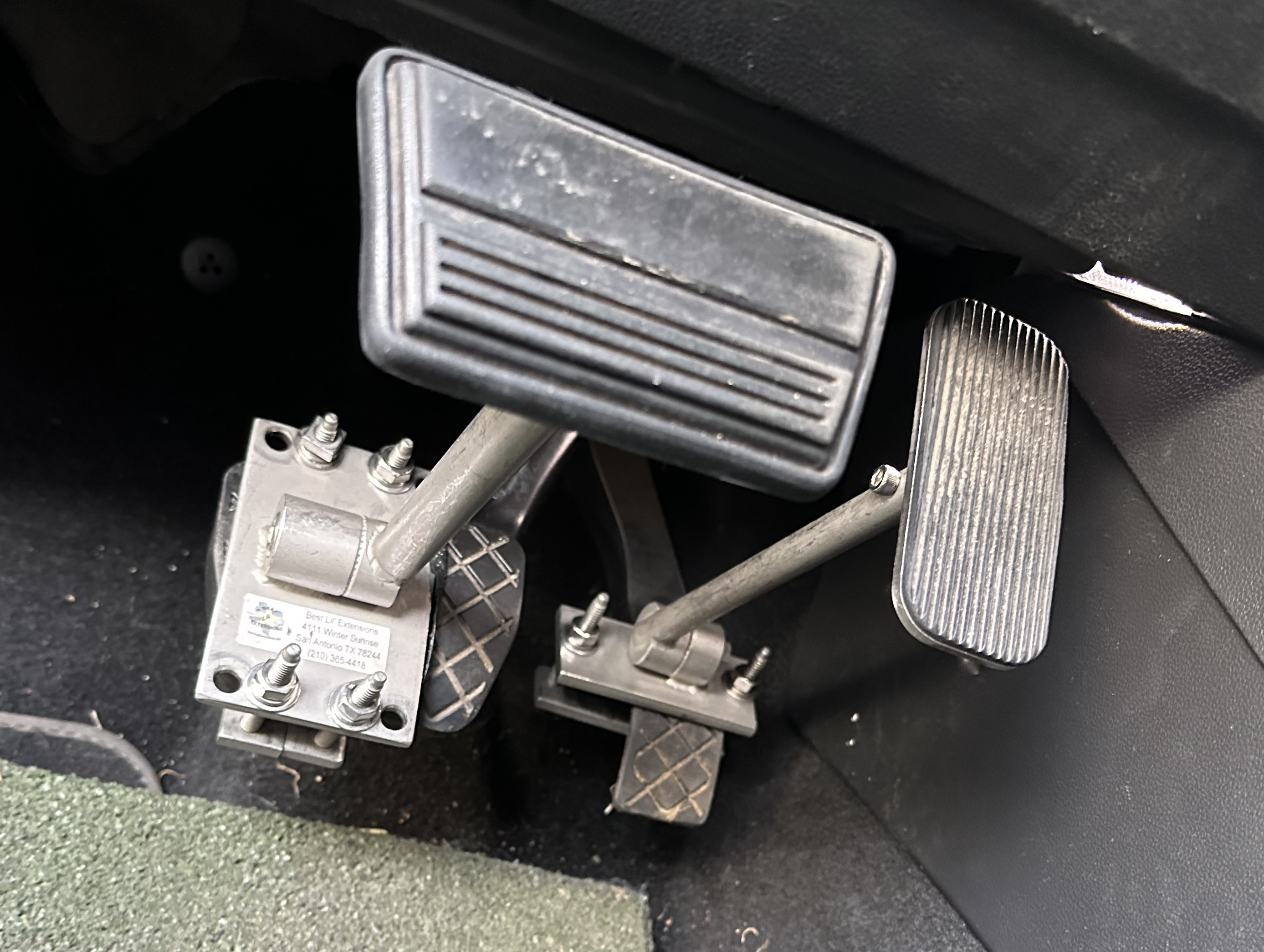
Pedaalverlengers voor personen van korte gestalte (skeletale dysplasie)

In het dagelijks leven worden kleine mensen geconfronteerd met tal van obstakels omdat de omgeving is afgestemd op gemiddeld grote mensen. Zo kunnen sommige kleine mensen alleen gebruikmaken van geldautomaten, keukens, toiletten en wastafels met hulpmiddelen. Lage krukken en opstapjes spelen hierbij een bijzondere rol, omdat ze op verschillende manieren kunnen worden gebruikt om het hoogteverschil te overbruggen.
Krukken zijn ook nuttig als voetenbankjes tijdens het zitten, omdat de benen van korte mensen bij het zitten op een gemiddelde stoel in de lucht bungelen, wat op de lange termijn pijnlijk en oncomfortabel is en ook fijne motorische vaardigheden kan belemmeren tijdens het werk. Speciaal aangepaste therapie stoelen worden daarom ook gebruikt als hulpmiddelen op school of op het werk.
Om mobiel te zijn, gebruiken sommige individuen aangepaste scooters of fietsen, omdat het, afhankelijk van het type kleine gestalte, problematisch kan zijn om langere afstanden te lopen.
Met speciaal aangepaste voertuigen kunnen de meeste mensen van kleine gestalte zonder verdere belemmeringen rijden. Over het algemeen zijn pedaalverlengingen en een individueel aangepaste stoel op de correcte hoogte vereist. Sommige kleine mensen zijn lang genoeg om zonder pedaalverlengingen te kunnen rijden. Meestal kunnen patiënten met skeletdysplasie met beperkte mobiliteit, vergoedingen of deelnemingsbeurzen ontvangen voor voertuighulp via het UWV of revalidatieaanbieders.

## Verleden

#### Middeleeuwen
In het verleden hadden veel edellieden een dwerg als nar of gezelschap. Zo was Antoine Payen een hofdwerg van de aartshertogen Albrecht en Isabella. Koningin Maria-Theresia van Spanje had een zestal mensen met dwerggroei als gezelschap.

#### Oude Egypte

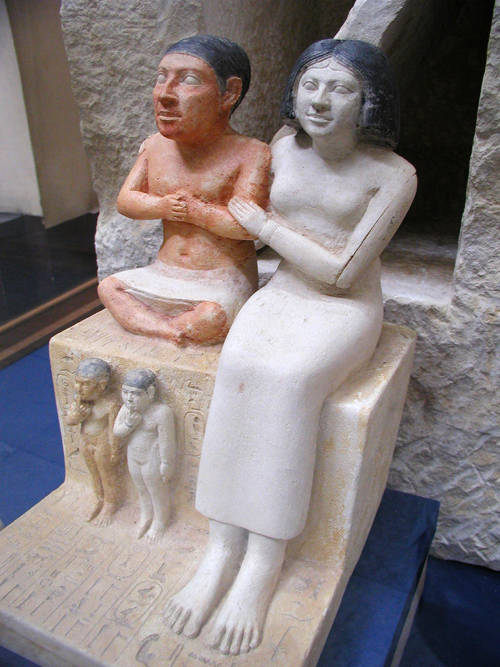
Seneb, hofambtenaar en priester voor de oude Egyptische heersers Khufu en Djedefre, met zijn vrouw Senetites en hun kinderen.

Kleine mensen bekleedden invloedrijke posities in het oude Egypte. Seneb, een topambtenaar van de farao, is hier een voorbeeld van. Zijn graf bevat twintig titels die zijn hoge functie en waardering in de samenleving aangeven. De korte gestalte van Seneb, met kromme ledematen en een normale romp, werd positief geassocieerd met de mestkever, gezien als de incarnatie van de ochtendzon. Deze fysieke kenmerken werden niet beschouwd als een belemmering, maar eerder als een goddelijk voorkomen.

#### Romeinse tijd
In de Romeinse tijd verschilde de rol van kleine mensen aanzienlijk. Terwijl in het oude Egypte hun gestalte werd gewaardeerd, lag bij de Romeinen de nadruk meer op het ludieke aspect van hun verschijning. Desondanks zijn er bekende gevallen van kleine mensen die opklommen tot adviseurs van keizers. In de eerste eeuw na Christus speelde keizer Domitianus een opvallende rol in het integreren van mensen van kleine gestalte in zijn rijk. Om zijn populariteit te vergroten, organiseerde hij gladiatorenshows waarin mythen werkelijkheid werden, waaronder verhalen over kleine mensen die de strijd aangingen met kraanvogels. Kleine mensen uit verschillende regio's werden gerekruteerd, opgeleid tot gladiatoren, vuistvechters en dansers, en sommigen van hen stegen op tot vertrouwelingen en zelfs adviseurs van de keizer.

#### Tweede Wereldoorlog
De Wet ter Voorkoming van Erfelijk Zieke Nakomelingen (Duits: Gesetz zur Verhütung erbkranken Nachwuchses), ook wel de "Sterilisatiewet" genoemd, was een statuut in nazi-Duitsland dat op 14 juli 1933 werd ingevoerd (en actief werd in januari 1934). Deze wet stond de verplichte sterilisatie toe van elke burger die volgens de Erbgesundheitsgericht ("Genetische Gezondheidsrechtbank") leed aan een lijst van vermeende genetische aandoeningen. Het uitgebreide interpretatieve commentaar op de wet werd geschreven door drie prominente figuren in de beweging voor genetische hygiëne: Ernst Rüdin, Arthur Gütt en de advocaat Falk Ruttke. Hoewel dit sterke gelijkenissen vertoont met de Amerikaanse Model Eugenic Sterilization Law ontwikkeld door Harry H. Laughlin, werd de wet zelf oorspronkelijk opgesteld in 1932, aan het einde van de periode van de Weimarrepubliek, door een commissie onder leiding van de Pruisische gezondheidsraad.
Individuen met skeletdisplasie, zoals de familie Ovitz, werden naar concentratiekampen gedeporteerd. In Auschwitz werd deze familie apart genomen door kamparts Josef Mengele, die hen onderwierp aan vernederende experimenten. De Ovitzen, net als veel andere kampgevangenen, werden onderworpen aan verschillende tests. De artsen van Mengele haalden beenmerg uit en trokken tanden en haar uit om tekenen van erfelijke ziekten te vinden. Ze goten heet en koud water in hun oren en verblindden hen met chemische druppels. Gynaecologen onderzochten de getrouwde vrouwen.

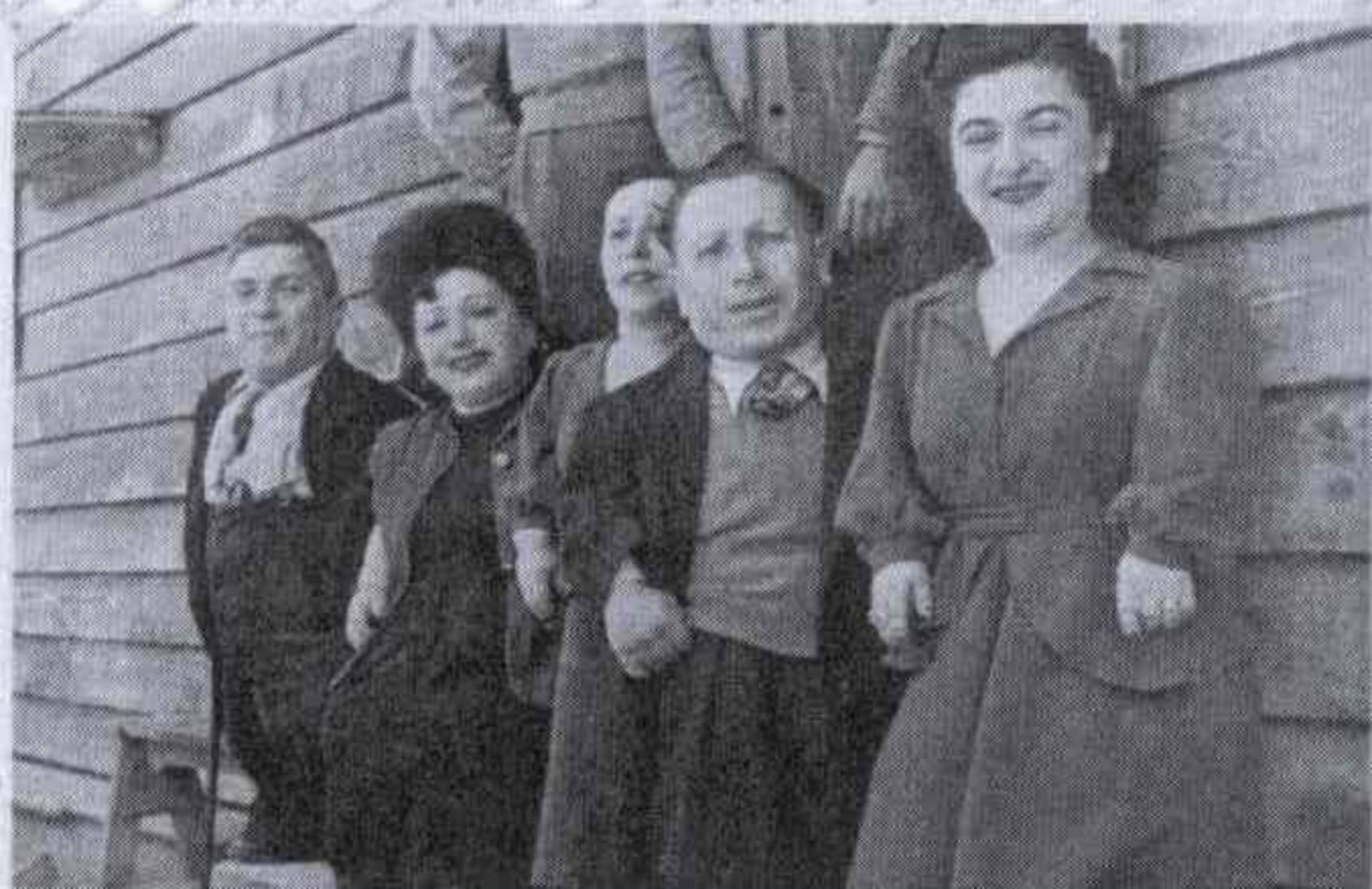
De Ovitz Familie, Auschwitz

De achttien maanden oude Shimshon Ovitz werd onderworpen aan ernstige beproevingen, omdat hij langere ouders had en te vroeg was geboren. Mengele trok dagelijks bloed uit de aderen achter zijn oren en uit zijn vingers, wat vaak zwakte veroorzaakte. De Ovitzen waren ook getuige van twee kleine mensen die werden gedood en gekookt zodat hun botten in een museum tentoongesteld konden worden.
De menselijke fascinatie voor personen met een groeistoornis hielp de Ovitzen te overleven, zoals Perla Ovitz dit later beschreef. Naarmate de Duitse nederlaag onvermijdelijk werd, werden Mengele's experimenten gruwelijker. In december 1944 werden 16 vrouwelijke kleine mensen uit het kamphospitaal gehaald en ondergingen zij experimenten. Vijf van hen overleefden dit.

##### Aktion T4
Aktion T4 was de naam die na de oorlog werd gebruikt voor het eugenetische programma van nazi-Duitsland, gebaseerd op "genadedoding" en verplichte sterilisatie. Het programma werd in oktober 1939 gelanceerd op bevel van Adolf Hitler. Het bureau dat belast was met de uitvoering van dit speciale programma stond onder leiding van Reichsleiter en hoofd van de Rijkskanselarij Philipp Bouhler en Hitlers lijfarts, Karl Brandt. De naam T4 is afgeleid van het adres van het kantoor, Tiergartenstraße 4 in Berlijn.

#### Variététheaters en overige evenementen
Kleine mensen traden vroeger geregeld op in variététheaters. In 1972 lanceerde de Nederlandse circusuitbater Toni Boltini het controversiële plan om op zijn landgoed in Rhenen een dwergendorp te bouwen met 25 à 50 kleine mensen uit het buitenland. Deze personen zouden verplicht worden om hier te werken en het dorp zou dienen als toeristische attractie. Boltini plaatste advertenties in buitenlandse kranten om kleine mensen te werven en bood hen een lening van 20.000 gulden aan, terug te betalen via ambachtelijk werk. De huisjes in het dorp waren gemaakt van boomstammen met wieltjes eronder, hierdoor omzeilde dit plan de wet op de bouwvergunningen. Dit opmerkelijke plan leidde tot Kamervragen en bezwaren vanuit de gemeente Rhenen, die het uiteindelijk in juni 1972 afwees vanwege planologische en psychologische redenen. Het dwergendorp zou niet passen binnen het bestemmingsplan en werd beschouwd als niet-humanitair vanwege het afzonderen van de kleine mensen. Ondanks deze afwijzing en de focus op Boltini's eigenaardigheden, blijft het idee van het dwergendorp een controversieel moment in de geschiedenis van Circus Boltini en de Nederlandse entertainmentindustrie.

##### Dwergwerpen
Tot ver in de twintigste eeuw werden bij sommige evenementen wedstrijden georganiseerd waarbij met een persoon met skeletdysplasie werd geworpen, een praktijk die bekend staat als dwergwerpen. In de loop van de jaren tachtig van de twintigste eeuw heeft dwergwerpen wereldwijd discussies aangewakkerd over de grenzen van menselijke waardigheid en de rol van de overheid in het reguleren van dergelijke activiteiten. In het laatste deel van de twintigste eeuw begonnen wetgevers het concept van menselijke waardigheid te integreren in hun overwegingen, als aanvulling op traditionele criteria zoals schade en autonomie.

## Kleine mensen in de kunst, religie en de media
In kunst, literatuur en films worden kleine mensen zelden afgebeeld als gewone mensen die erg klein zijn, maar eerder als een aparte soort. Romanschrijvers, kunstenaars en filmmakers kunnen speciale morele of esthetische betekenis hechten aan hun "anders zijn" of misvorming.
Artistieke voorstellingen van dwerggroei zijn te vinden op Griekse vazen en andere oude artefacten, waaronder oude Egyptische kunst waarin kleine mensen werden gezien als een goddelijke manifestatie, met verslagen die aangeven dat ze hoge posities in de samenleving konden bereiken.
De oude hindoeïstische tekst Bhagavat Purana wijdt negen hoofdstukken aan de avonturen van Vamana, een dwerg-avatar van Heer Vishnu.
Afbeeldingen van dwerggroei worden ook aangetroffen in Europese schilderijen en vele illustraties. Veel Europese schilderijen (vooral Spaanse) uit de 16e-19e eeuw beelden kleine mensen af, alleen of met anderen. In de Talmoed staat dat de tweede geboren zoon van de Egyptische farao uit de Bijbel een groeistoornis had. Recente wetenschappelijke studies hebben gesuggereerd dat de oude Egyptenaren kleine mensen in hoog aanzien hielden. Verscheidene belangrijke mythologische figuren van de Noord-Amerikaanse Wyandot-natie worden afgebeeld als kleine mensen.
Naarmate populaire media wijdverspreider zijn geworden, is het aantal werken waarin kleine mensen worden afgebeeld drastisch toegenomen. Dwerggroei wordt afgebeeld in veel boeken, films en tv-series zoals Willow, The Wild Wild West, The Man with the Golden Gun (en later geparodieerd in Austin Powers), Gulliver's Travels van Jonathan Swift, The Wizard of Oz, Little People, Big World, The Little Couple, A Song of Ice and Fire (en de tv-aanpassing Game of Thrones), Seinfeld, The Orator, In Bruges, The Tin Drum van Günter Grass, en de The Station Agent. In 2006 schreef de Nederlandse auteur Arthur Japin als boekenweekgeschenk de novelle De grote wereld over de lotgevallen van kleine mensen die in Lilliputia als levende attracties te bezichtigen waren.
In september 2014 hebben Creative Business House en Donnons Leur Une Chance de International Dwarf Fashion Show opgericht om bewustzijn te creëren en het zelfvertrouwen te vergroten van mensen die met dwerggroei leven. In januari 2019 won Auf Augenhoehe, een kledingmerk voor kleine mensen, de Tommy Hilfiger, Social Innovation Challenge.

### Mythologie en fictie
In veel mythen en oude verhalen - en moderne varianten daarop, bijvoorbeeld in de fictie van Tolkien en Terry Pratchett - spelen vaak dwergen een rol.
Beelden van kleine mensen waren al in de Romeinse tijd geliefd. De Romeinen beeldden dwergen af met overdreven grote geslachtsorganen. In gekuiste vorm komen beelden van dwergen in de renaissance weer terug in het repertoire van de tuinbeelden. Een van de oudste exemplaren is in de Boboli-tuinen in Florence te vinden. In Duitsland vinden we portretten van dwergen terug in de Residentie van Würzburg, waar burgers, leveranciers en niet-adellijke personen aan het hof zoals muzikanten, als dwergen zijn afgebeeld, en Salzburg. De feodale en absolute heersers vermaakten zich met het beeld van hun machteloze onderdanen als dwerg. De Salzburgse tuinbeelden staan model voor de latere tuindwergen van de 19e-eeuwse burgerlijke cultuur. Pas in de 20e eeuw gingen alle tuindwergjes en tuinkabouters op Disney-figuurtjes lijken.

### Lilliputter
Het gebruik van de term 'lilliputter' kan als beledigend worden gezien voor mensen met een groeistoornis, omdat het een denigrerende term is die de nadruk legt op de fysieke kenmerken van deze mensen en hen reduceert tot slechts hun lengte. Deze term heeft historisch gezien negatieve connotaties en is vaak gebruikt om mensen met een groeistoornis te bespotten, te kleineren en te stigmatiseren.
Minder controversiële termen zijn 'mensen met een groeistoornis' of 'kleine mensen'. Deze termen pogen niet alleen de lengte van de persoon te benadrukken, maar erkennen hun identiteit en duiden op gelijkwaardigheid in de samenleving.
De term Lilliputter is afkomstig uit het boek Gullivers reizen (1726) van de Ierse schrijver Jonathan Swift. Hierin zijn Lilliputters bewoners van het fictieve eiland Lilliput waar uitsluitend zeer kleine mensen wonen. In Engeland, Nederland en in diverse andere landen zorgde het boek ervoor dat het woord lilliputter ingeburgerd raakte als synoniem voor klein mens, hoewel een persoon met dwerggroei heel anders is dan een bewoner van Lilliput.

## Afbeeldingen

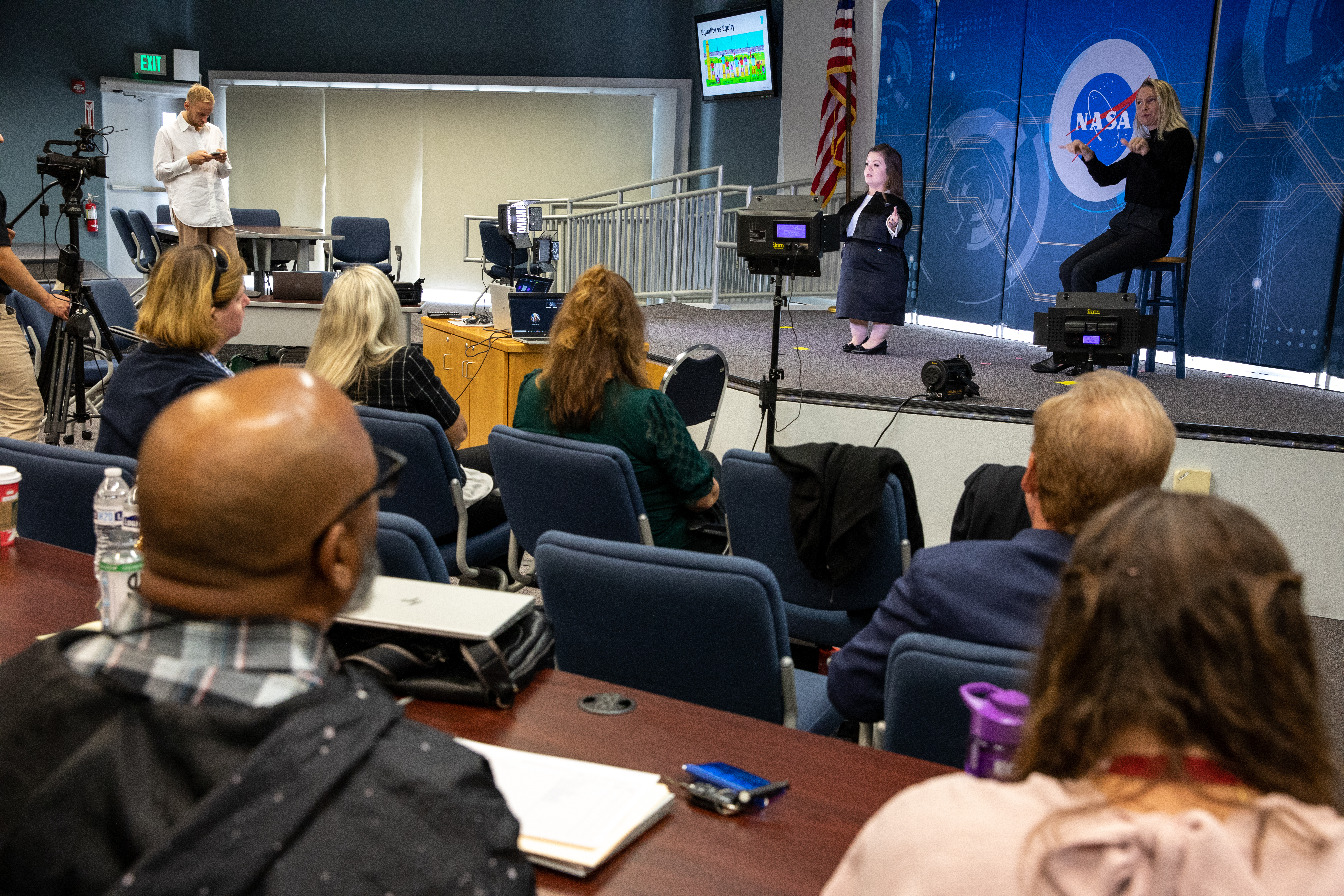
Sinead Burke geeft een presentatie getiteld "Breaking the Mould – A Lesson in Equity" aan medewerkers van het Kennedy Space Center en andere NASA-centra via een livestream. (2022)
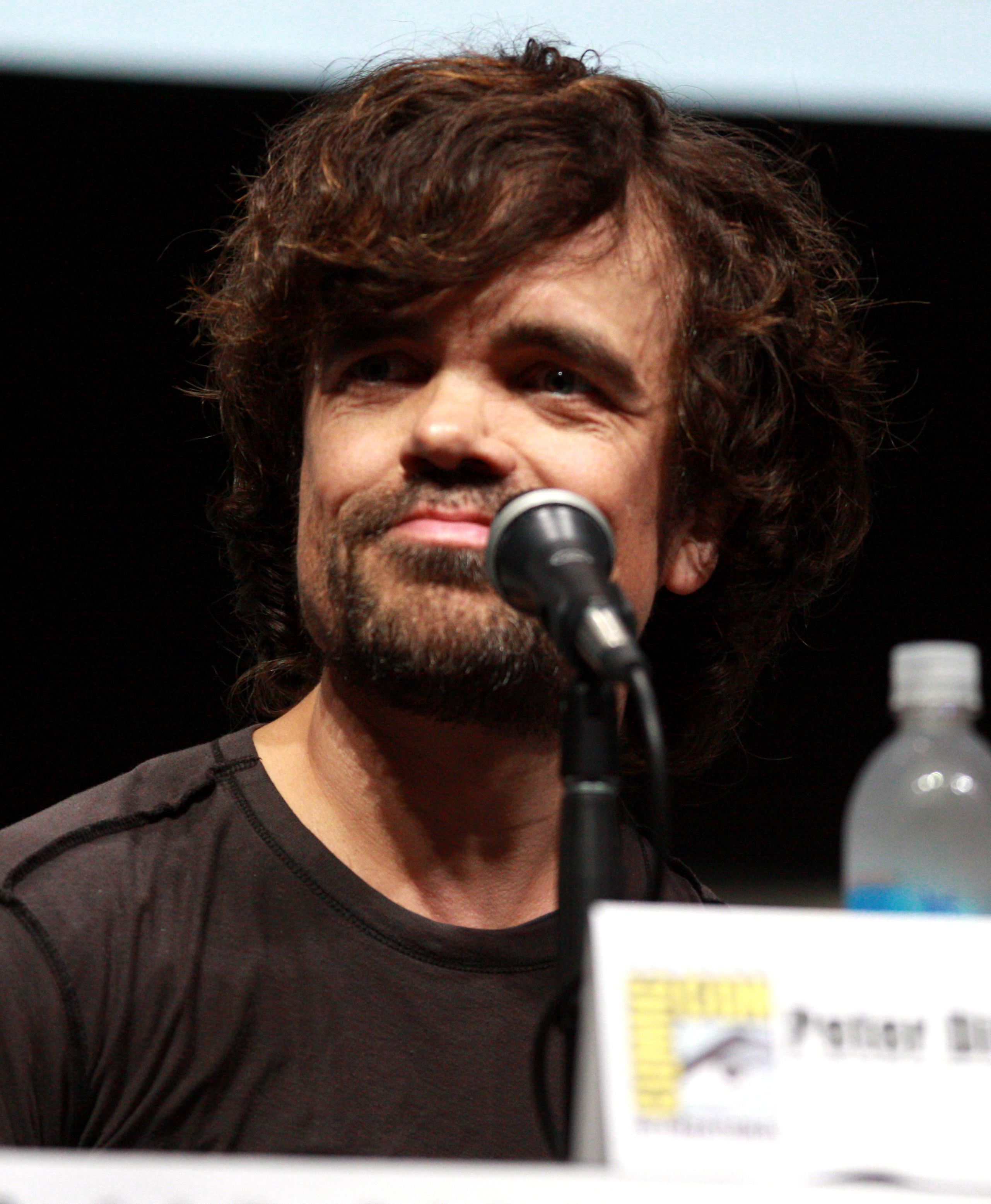
Peter Dinklage, is een Amerikaanse acteur o.a. bekend om zijn rol als Tyrion Lannister in "Game of Thrones". Hij heeft verschillende prijzen gewonnen, waaronder Emmy Awards, en wordt beschouwd als een invloedrijke figuur die de perceptie van mensen met dwerggroei in de film- en televisiewereld heeft helpen veranderen.
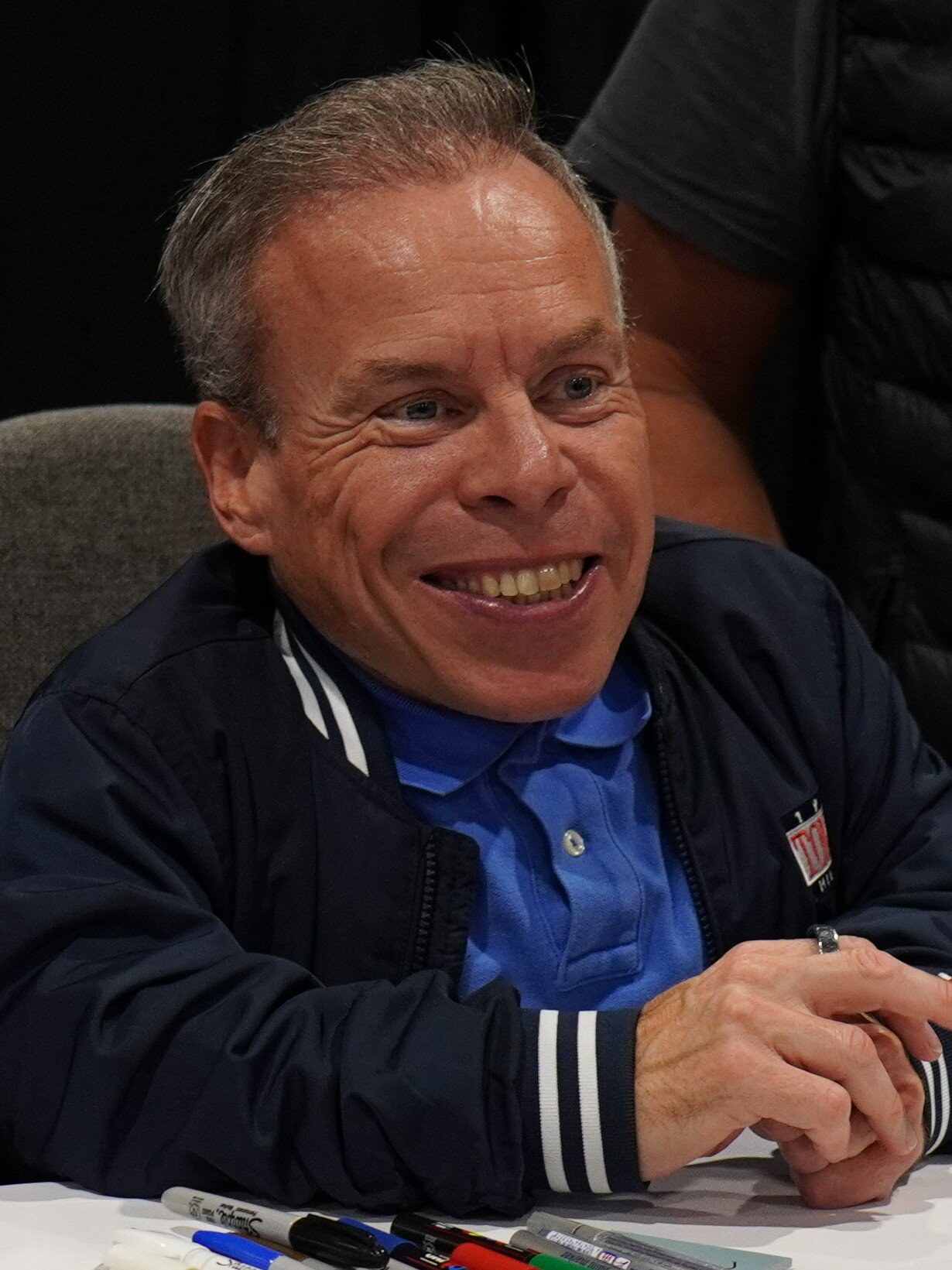
Warwick Davis is een Britse acteur met dwerggroei, bekend om zijn rollen in films als Star Wars, Harry Potter en Willow. Hij richtte Little People UK (LPUK) op, een organisatie die zich inzet voor de belangen en ondersteuning van mensen met dwerggroei en hun families in het Verenigd Koninkrijk.
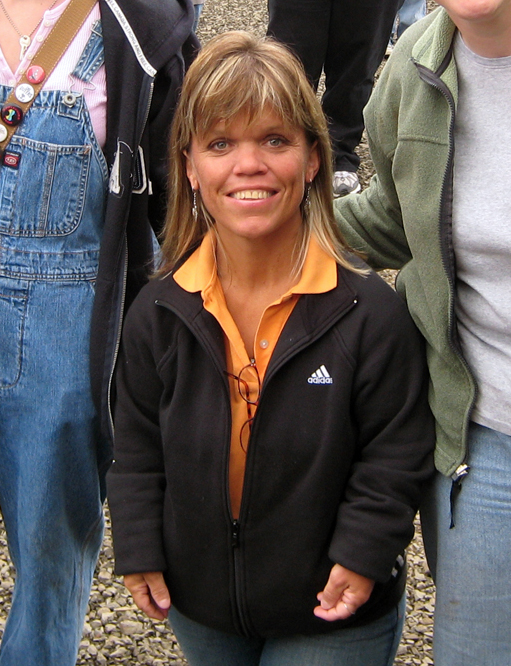
Amy Roloff van Little people, Big world op TLC. Er is een toename van televisieshows waar mensen met een groeistoornis centraal staan.
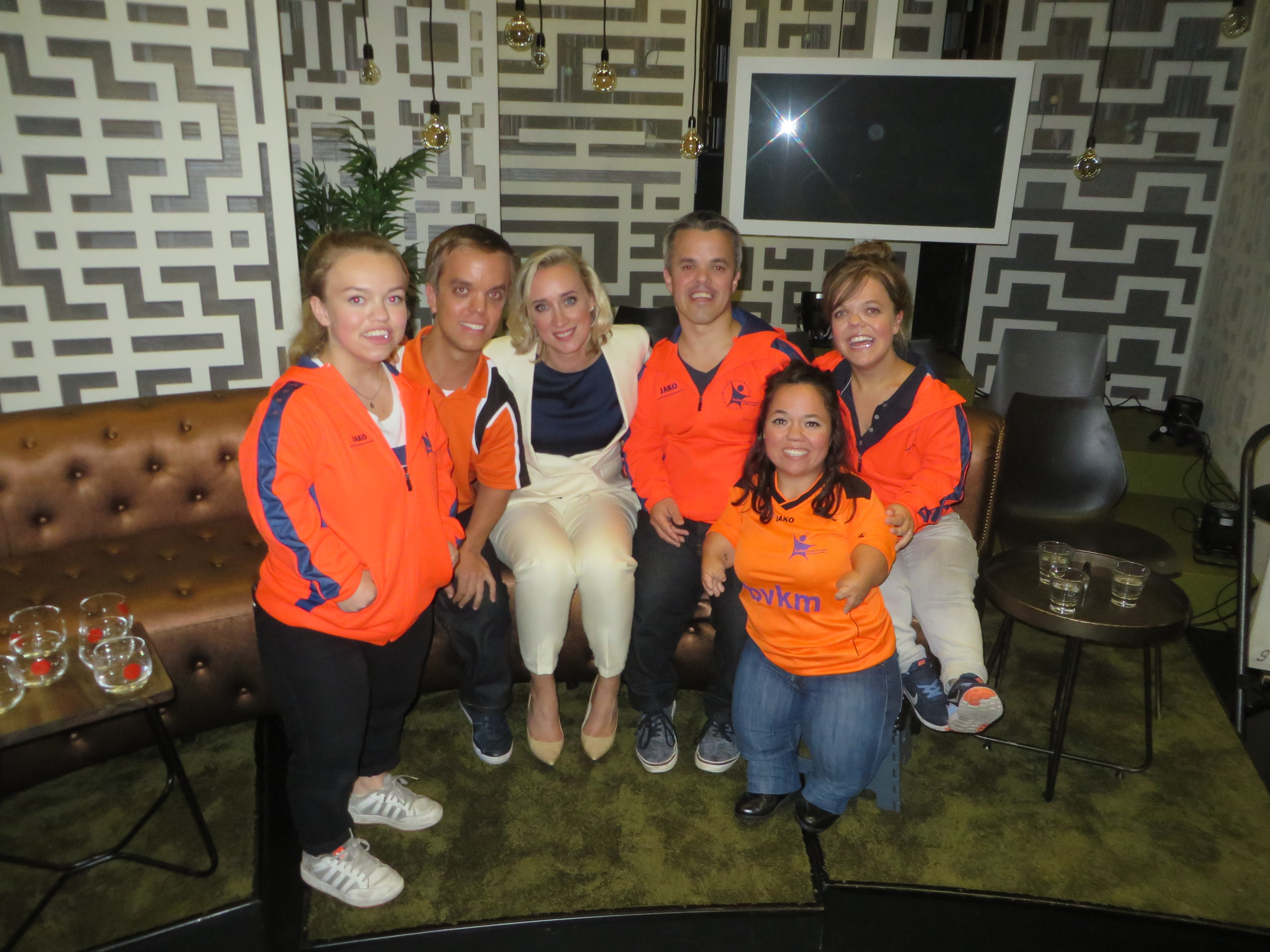
Atleten van het Nederlandse World Dwarf Games-team van 2017 te gast bij Eva Jinek.
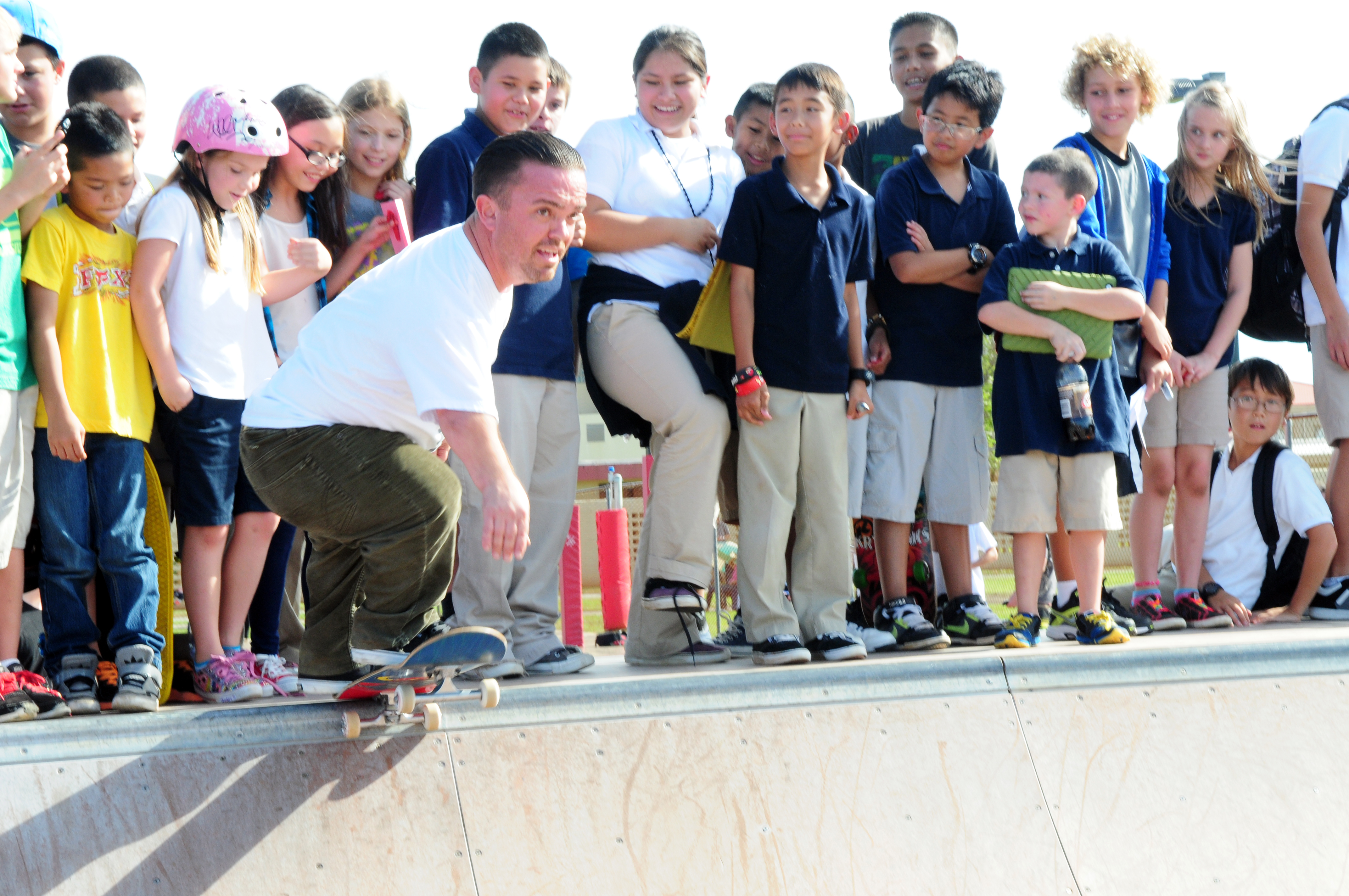
Jason Acuña, beter bekend als Wee Man, geeft een skateboard demonstratie in Los Angeles.
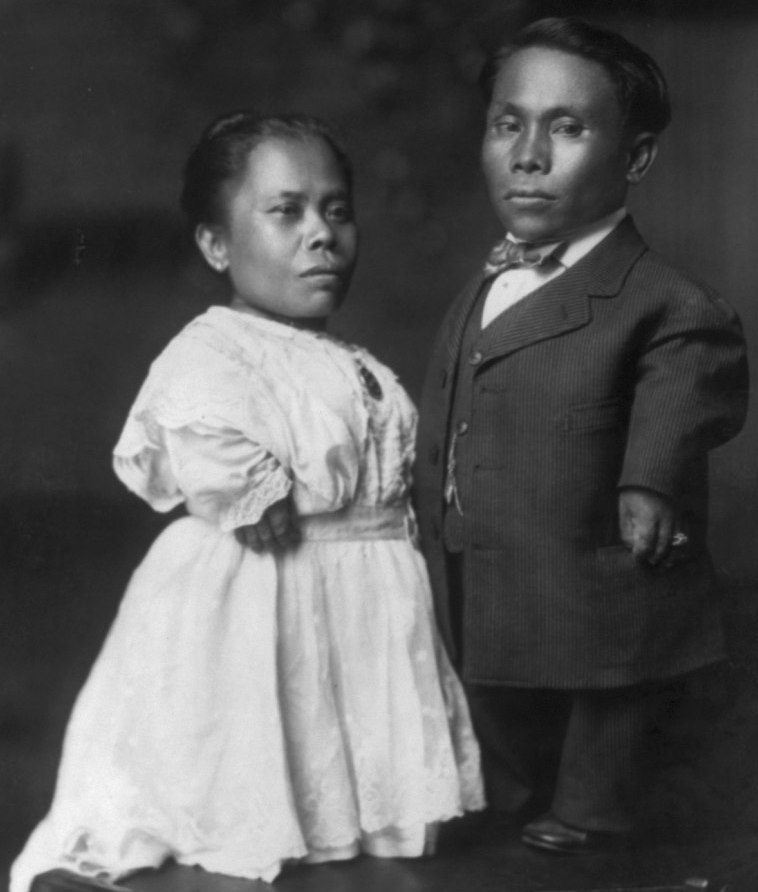
Mensen met dwerggroei uit de Filipijnen (1914)
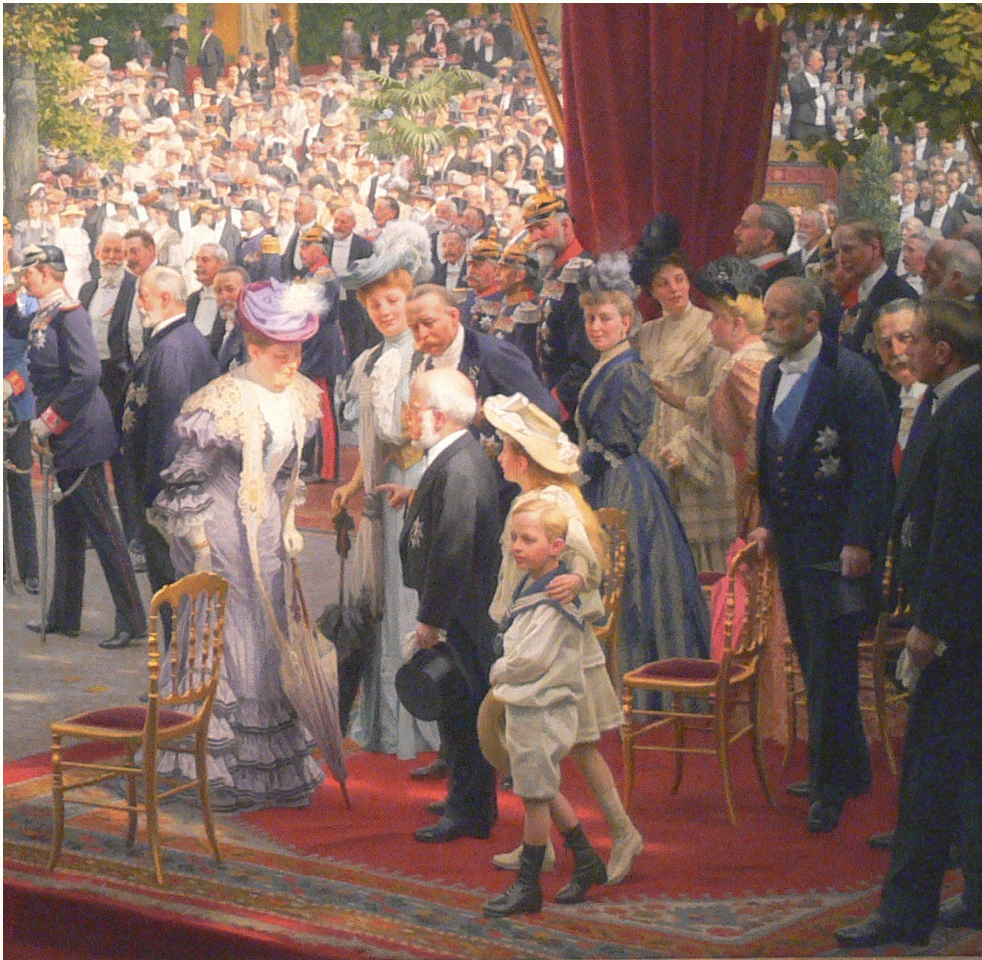
De Duitse keizerin en Adolph Menzel in 1908
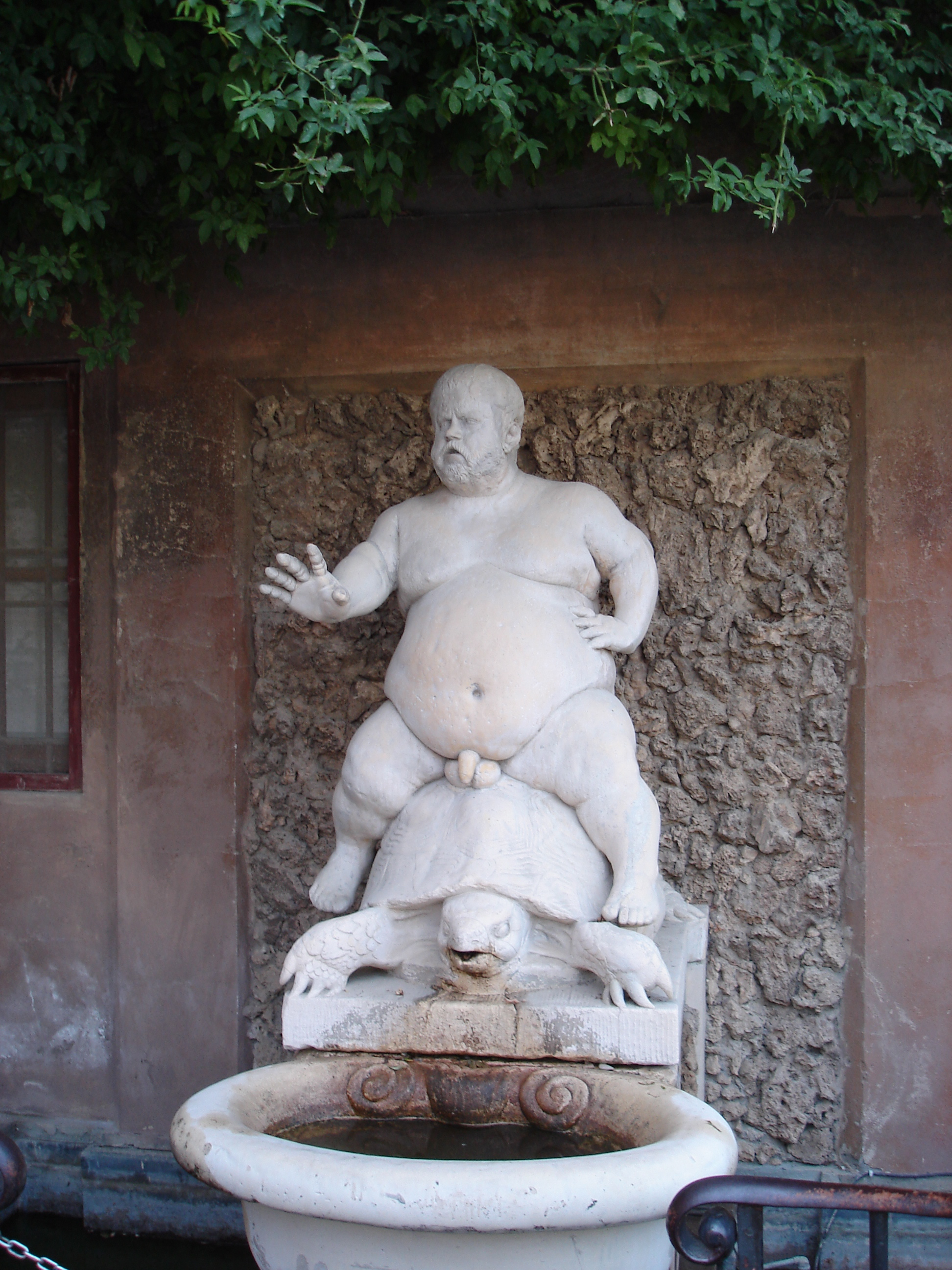
Braccio di Bartolo, de dwerg van Cosimo de Medici vereeuwigd in de Boboli-tuinen door Valerio Cioli